# Everything OK!!
「Everything OK!!」（エブリシング・オーケー）は、Cellchromeの楽曲。バンドの3枚目のシングルとして2018年3月14日にビーイングから発売された。

## 解説
表題曲はよみうりテレビ、日本テレビ系列アニメ『名探偵コナン』のオープニングテーマとして2018年1月6日から起用され、2018年2月9日にミュージックビデオがYouTubeで公開された。

## 初回限定版

### CD
1. Everything OK!!
  - 作詞 - 陽介 / 作曲 - 山口篤 / 編曲 - 中谷信行・小田桐ゆうき
2. Hands Up
  - 作詞 - 陽介 / 作曲・編曲 - 藤末樹

### DVD
1. Everything OK!! (MUSIC VIDEO)
2. Everything OK!!（メイキング）

## 名探偵コナン盤

### CD
1. Everything OK!!
2. Hands Up
3. Everything OK!!（カラオケ）
4. Everything OK!! (TV SIZE)

### DVD
1. Everything OK!!（「名探偵コナン」オープニング ノンクレジットバージョン）

## 通常盤
1. Everything OK!!
2. Hands Up